# Don Henley
Donald Hugh Henley (nascut el 22 de juliol de 1947) és un músic estatunidenc, membre fundador del grup de rock Eagles. Fou el bateria i co-cantant principal dels Eagles des de 1971 fins a la separació del grup el 1980, i ha continuat sent-ho en els retrobaments del grup des de 1994. Henley va ser el cantant en èxits dels Eagles com ara "Witchy Woman", "Desperado", "Best of My Love", "One of These Nights", "Hotel California", "Life in the Fast Lane", "The Long Run" i "Get Over It".
Després de la separació dels Eagles, Henley va seguir una carrera en solitari i va publicar el seu àlbum de debut I Can't Stand Still el 1982. Ha publicat cinc àlbums d'estudi, dues recopilacions i un DVD en directe. En solitari ha tingut èxits com "Dirty Laundry", "The Boys of Summer", "All She Wants to Do Is Dance", "The Heart of the Matter", "The Last Worthless Evening", "Sunset Grill", "Not Enough Love in the World", i "The End of the Innocence".
Els Eagles han venut més de 150 milions d'àlbums a tot el món, han guanyat sis premis Grammy, han tingut cinc senzills al número u dels Estats Units, 17 al top 40, i sis àlbums al número u. Van entrar al Rock and Roll Hall of Fame el 1998 i són el grup estatunidenc amb més vendes de la història. En solitari, Henley ha venut més de 10 milions d'àlbums a tot el món, vuit senzills al top 40, dos premis Grammy i cinc MTV Video Music Awards. El 2008, la revista Rolling Stone el va classificar com a 87è millor cantant de tots els temps.
Henley també ha intervingut de manera decisiva en algunes causes medioambientals i polítiques, sobretot el projecte per conservar la zona de Walden Woods, on havia viscut Henry David Thoreau. Entre 1994 i 2016, va dividir la seva activitat musical entre els Eagles i la seva carrera en solitari.